# Pfisters Mühle
Pfisters Mühle ist eine Erzählung von Wilhelm Raabe, die in der Zeit vom 7. April 1883 bis 8. Mai 1884 entstand. Johannes Grunow, der Herausgeber der Zeitschrift Die Grenzboten, druckte den Text 1884 in Leipzig; Nachauflagen erlebte Raabe 1894 und 1903. Die Erzählung spiegelt die Wandlungen der deutschen Gesellschaft vom Vormärz bis in die 1880er Jahre, insbesondere die einsetzende Industrialisierung, Technisierung des Alltags und Urbanisierung. In diesem Werk drückte Raabe seine Bedenken gegen die damit einhergehenden Natur- und Umweltschäden aus.
Die Hauptperson Dr. phil. Eberhard Pfister, ein Gymnasiallehrer für Latein, Griechisch und moderne Sprachen, erzählt eine Geschichte aus der Gründerzeit. Alljährlich verunreinigt eine Zuckerfabrik während der Rübenkampagne den Bach und zerstört somit die Existenz seines Vaters, des Wassermüllers und „Schenkwirts“ Pfister.
Das Werk gilt als der erste deutsche Umwelt-Roman. Die angesprochene Umweltverschmutzung durch Mensch und Industrie wird von vielen Interpretatoren immer noch als aktuell angesehen.

## Inhalt
Ebert, wie Dr. Eberhard Pfister gerufen wird, verbringt die Sommerferien zusammen mit seiner 19-jährigen blonden Gattin Emmy „auf verzaubertem Grund und Boden“ – in der bereits verkauften Mühle seines verstorbenen Vaters Bertram Gottlieb Pfister, einst Wirt „von Pfisters Vergnügungsgarten“. Emmy ist die Tochter des Berliner Rechnungsrates Schulze.
Während dieses Sommeraufenthalts erzählt Ebert dem Leser und mitunter auch noch „seinem jungen Weibe“ aus der Geschichte der geerbten und veräußerten Mühle. Ebert hatte die Mutter früh verloren. Er konnte sich nicht mehr an sie erinnern und war von der Hausangestellten Christine erzogen worden. Der Vater hatte dafür gesorgt, dass Ebert von einem Studenten der Philosophie und späteren Doktor der Chemie Adam August Asche im Lateinischen geschult wurde. Asche ist der Sohn eines Schönfärbers. Der alte Färber war zu Lebzeiten ein Freund des Müllers. Neben seiner Mühle hatte Pfister ein florierendes Ausflugslokal betrieben. Unter den alten Kastanienbäumen hatten im Sommer Gäste aus der nahen Stadt gesessen. Einer der Gäste, Schulrat Direktor Dr. Pottgießer, ein guter Bekannter des Wirts, hatte den aufgeweckten Ebert in sein Gymnasium aufgenommen. Studienaufenthalte in Berlin, Jena und Heidelberg, vom Vater Pfister finanziert, folgten.
Nicht weit von der Mühle entfernt fristete auf dem Dorfe der erfolglose Dramatiker und Lyriker Dr. Felix Lippoldes, ein Trinker, zusammen mit „seiner klugen, braven, tapfern Tochter“ Albertine ein bejammernswertes Dasein. Am Heiligen Abend in die „verstänkerte“ Mühle geladen, stieg der Dichter – sonst in „sonoren Jamben von Sonnen, Palmen, Zinnen, Türmen, Frauen, Helden und Heeren“ redend – auf den Weihnachtstisch und deklamierte „mit finsterm Pathos“:
„Einst kommt die Stunde – denkt nicht, sie sei ferne -,...“
Die Weihnachtsfeier wird vom üblen Geruch des ehemals hellen Mühlwassers – mittlerweile „Schleim und Schmiere“ – gestört. Ebert bittet den Freund Asche um die chemische Analyse des Gewässers. Eifrig macht sich der Chemikus ans Werk und findet „Pilzmassen mit Algen überzogen“, „Fäulnisbewohner“ und Beggiatoa alba. Letztere stammen von „den Ausflüssen der Zuckerfabriken“. Am „zweiten Weihnachtstag“ starten die Freunde eine „Expedition zur Erforschung der Gründe vom Untergange von Pfisters Mühle“. Der Marsch führt von der Mühle aus bachaufwärts bis nach Krickerode zu der feindlichen Macht. Die dortige Fabrik produziert sogar feiertags „schwarze Rauchwolken“ und Rübenzucker; entlässt ihre Satansbrühe in den Mühlbach. Zwar gewann Advokat Dr. Riechei für Vater Pfister auch dank Dr. Asches gelehrtem Gutachten den Prozess gegen die Betreiber der Krickeroder Zuckerfabrik, doch der Wassermüller verwand das Verschandeln seiner ehedem heilen kleinen Welt nicht. Er starb am „übelriechenden“ Bach. Albertines Vater, der „geniale Dramatiker“ Felix Lippoldes, war zuvor im Mühlbach ertrunken aufgefunden worden. Albertine, die ihrem Vater nicht mehr helfen konnte, pflegte hernach den Müller Pfister bis zuletzt.
Die Stunden der Mühle sind gezählt. Herren kommen zum Abbruch des alten Gemäuers aus der Stadt „mit ihren Maßstäben und Notizbüchern. Schubkarren und Schaufeln und Hacken“ werden vom Wagen abgeladen. „Der Architekt der neuen großen Fabrikgesellschaft“ breitet in der „öden Gaststube seine Planrollen“ aus. An die Stelle von Pfisters Mühle wird ein „lukrativeres, zeitgemäßeres Unternehmen“ erbaut. Dr. Asche, der schon längst auf Albertine ein Auge geworfen hatte, heiratet die „hübsche, tapfere, kluge“ Tochter des Poeten und steigt in „das wasserverderbende Geschäft“ ein: Der „Gewerbschemiker“ gründet an der „gen Spandau schlurfenden Spree die große Fleckenreinigungsanstalt A. A. Asche & Kompagnie“, eine „großindustrielle Fabrik“. Auf dem Sterbebett hatte der Müller Pfister dem „nachgelassenen Phantastikus“ seines „alten Kumpans, Schönfärber Aschen, der Partei genommen hat für die neue Welt und Mode“, verziehen und klein beigegeben: „Dann wird es wohl der liebe Gott fürs beste halten.“
In Berlin bekommen Emmy und Albertine Kinder. Gelegentlich sitzen die beiden Mütter beieinander dicht neben der lauten „chemischen Waschanstalt“, deren Abwässer die Spree „nach Kräften verunreinigen“. Emmy hat Jungfer Christine in ihren Berliner Haushalt aufgenommen.

## Figuren
Die Hauptfiguren in Pfisters Mühle verkörpern, vereinfacht ausgedrückt, jeweils einen Gesellschaftskontext, sie lassen sich in den Konflikt zwischen alter und neuer Zeit einordnen.
Eberhard Pfister – Geisteswissenschaften:
Der Müllerssohn Eberhard Pfister verbringt eine behütete Kindheit und Jugend in der Naturidylle der Mühle. Dank der akademisch ausgebildeten Gäste der väterlichen Schenke gewinnt er schon früh Zugang zur Bildung. Sein erster Lehrer Adam A. Asche unterrichtete ihn vor allem in Latein. Eberhard besucht verschiedene Schulen und wird schließlich Gymnasiallehrer.
Während Eberhard in seiner Kindheit noch stark von der Naturidylle der Mühle beeinflusst wurde, wächst seine Gleichgültigkeit gegenüber der alten und traditionsreichen Zeit mit seinem Aufstieg in den Wissenschaften. Letztlich verkauft er die Mühle sogar an eine Fabrik, also genau an die Leute, die eigentlich für den Untergang der Mühle verantwortlich waren.
Vater Pfister – alte Traditionen:
Der Besitzer von Pfisters Mühle und der Vater von Eberhard verkörpert die Spannung zwischen dem traditionsreichen Kleingewerbe und Agrarstand einerseits und dem modernen Industriestaat andererseits. Als die Gewässer von Pfisters Mühle von der Zuckerrübenfabrik Krickerode verschmutzt werden, startet Vater Pfister einen Rechtsstreit, den er auch gewinnt. Allerdings geht er an diesem Rechtsstreit zu Grunde und stirbt kurz nach seinem Sieg.
Adam A. Asche – Naturwissenschaften:
Erster Lehrer und Jugendfreund von Eberhard. Steht in der Gunst von Vater Pfister. Er ist ebenfalls mit den Geisteswissenschaften aufgewachsen, richtet sich im Studium jedoch auf die Naturwissenschaften und insbesondere die Chemie aus. In Asche legt Raabe einen Widerspruch an, einerseits gibt er offen zu, selbst Bäche verschmutzen zu wollen (er ist später auch Teilhaber einer Fabrik), andererseits hilft er Vater Pfister durch eine Wasserprobe im Prozess gegen Krickerode.
Daraus kann man schließen, dass Asche eigentlich erkennt, was die Industrie der Natur antut; denn der liebgewonnenen Mühle, auf der auch er seine Kinder- und Jugendtage verbrachte, kann er die Verschmutzung durch die Industrie nicht zumuten.

## Erzählstruktur
In der Erzählung gibt es eine Rahmenerzählung und eine Binnenerzählung. Die Rahmenerzählung besteht aus dem Aufenthalt von Eberhard und seiner Gattin Emmy in der Mühle des verstorbenen Vaters. Die Binnenerzählung gewährt in Form von Gesprächen zwischen Eberhard und Emmy oder durch Eberhards „Sommerferienheft“ einen Rückblick auf die Vergangenheit der Mühle und der auftretenden Charaktere. Die Rahmenerzählung weist den Leser schon auf den Ausgang einiger Begebenheiten hin, die in der Binnenerzählung genauer beschrieben werden. So sind der Ausgang des Prozesses gegen die Zuckerfabrik, der Tod des Vaters, der Verkauf der Mühle und die Heirat von Dr. Asche und Albertine in der Rahmenerzählung bereits erwähnt worden, ohne dass dies in der chronologisch geführten Binnenerzählung vorgestellt wurde.
Die Form der Erzählstruktur bewirkt, dass Eberhard Pfister die Zerstörung seiner Mühle akzeptieren muss. Raabe nutzt zwei Möglichkeiten um den Leser hierauf aufmerksam zu machen: Die geschachtelte Struktur einer Rahmen- und einer Binnenerzählung verdeutlicht dem Leser, dass die Zeitpunkte, in denen die Mühle noch eine Chance hatte und in denen die alte Welt noch Widerstand leistete, längst vorbei sind. Die zweite Methode Raabes sind die einfließenden Gedichte. Im Roman werden immer wieder Stücke von Eberhards Gedichten eingeflochten. Je weiter der Roman fortschreitet, desto melancholischer wird das langsam formannehmende Gedicht. Es neigt sich zusammen mit der Mühle seinem Ende zu. Die Gedichtabschnitte können somit als fortschreitender Bewältigungsmechanismus von Eberhard angesehen werden. Genau wie Eberhard muss sich am Ende dann auch der Leser mit der Zerstörung der Mühle und der Natur arrangieren.

## Rezeption
- Meyen[8] nennt elf Arbeiten aus den Jahren 1894 bis 1963, die sich mit Raabes Erzählung befassen.

Zeitgenossen
- Julius Rodenberg lehnte als Herausgeber der Deutschen Rundschau das Manuskript ab.[9]
- Anno 1885 stößt sich W. Eigenbrodt in der „Deutschen Litteratur-Zeitung“ an der „harten und allzu körnigen Sprache“.[10]
- Im selben Jahr spricht ein gewisser G.N. in „Nord und Süd“ von einem „Schwanenlied auf die Romantik“.[11]

Neuere Äußerungen
- Hesse[12] findet für die Erzählung das Beiwort „zart“. Der Text dufte nach Heimat und strahle innige Wärme aus.
- Oppermann belegt Raabes außergewöhnliche Erzähltechnik mit Beispielen.[13]

Theater
- Armin Petras´ Inszenierung des Stücks am Staatstheater Stuttgart mit unter Anderen Peter Kurth als Vater Pfister feierte am 15. November 2014 Premiere.[14][6]

## Interpretationen
Sprengel spricht eine komische Hürde an, die vor dem Interpreten auftaucht. Dr. Asche bereitet zunächst durch seine chemische Analyse mit Tatkraft den Prozess des Müllers gegen die Betreiber der Zuckerfabrik vor, wird dann aber selbst Unternehmer; beteiligt sich an der Zerstörung der Natur.
Raabe beschreibt durch seinen Protagonisten Eberhard die Mühle als zeitlos und romantisch. Dabei muss der Leser jedoch darüber nachdenken, ob denn nicht schon die Mühle selbst durch ihren gastronomischen Gebrauch Industrie ist, genau wie die Zuckerrübenfabrik. So schreibt Katrin Hillgruber zu der Theateraufführung: „Auf der Bühne im Schauspiel Stuttgart dreht sich ein schwarzgraues Ungetüm im Hintergrund. Ein harmlos klapperndes Mühlrad? Oder eine laut rotierende Industrieturbine, der man besser nicht zu nahe kommt?“

## Historischer Hintergrund
Fuld identifiziert die nicht genannte Stadt mit Braunschweig, den Mühlbach mit dem noch heute vorhandenen Wabebach und den Standort der Mühle mit dem Grünen Jäger in der Nähe von Kloster Riddagshausen vor den Toren Braunschweigs. Raabe kam durch Spaziergänge zwischen 1882 und 1892 mit seinem Heimatverein „Die ehrlichen Kleiderseller zu Braunschweig“ auf die Idee, sich mit dem Thema näher zu befassen. Im Winter 1882/83 gab es ein Fischsterben, und Raabe durfte Einsicht in die Akten des Gutachters nehmen.

## Ausgaben

### Erstausgabe
- Pfisters Mühle. Ein Sommerferienheft. 227 Seiten. Verlag Johannes Grunow, Leipzig 1884. Leinen

### Benutzte Ausgabe
- Pfisters Mühle. Ein Sommerferienheft. Illustriert von Ruth Knorr. Mit einem Nachwort von Gerhard Wolf. 215 Seiten. Union Verlag Berlin 1971

### Weitere Ausgaben
- Pfisters Mühle. Ein Sommerferienheft. (S. 5–178) mit einem Anhang von Hans Oppermann (S. 517–544) in: Karl Hoppe (Hrsg.), Hans Oppermann (Bearb.) : Wilhelm Raabe: Pfisters Mühle. Unruhige Gäste. Im alten Eisen. (2. Aufl.) Vandenhoeck & Ruprecht, Göttingen 1970. Bd. 16 (ohne ISBN) in Karl Hoppe (Hrsg.), Jost Schillemeit (Hrsg.), Hans Oppermann (Hrsg.), Kurt Schreinert (Hrsg.): Wilhelm Raabe. Sämtliche Werke. Braunschweiger Ausgabe. 24 Bde.
- Pfisters Mühle. Ein Sommerferienheft. Nachwort von Horst Denkler. Reclams Universal-Bibliothek 9988, Stuttgart 1996, ISBN 978-3-15-009988-9.
- Meyen[17] nennt vier Ausgaben.